# Müsli

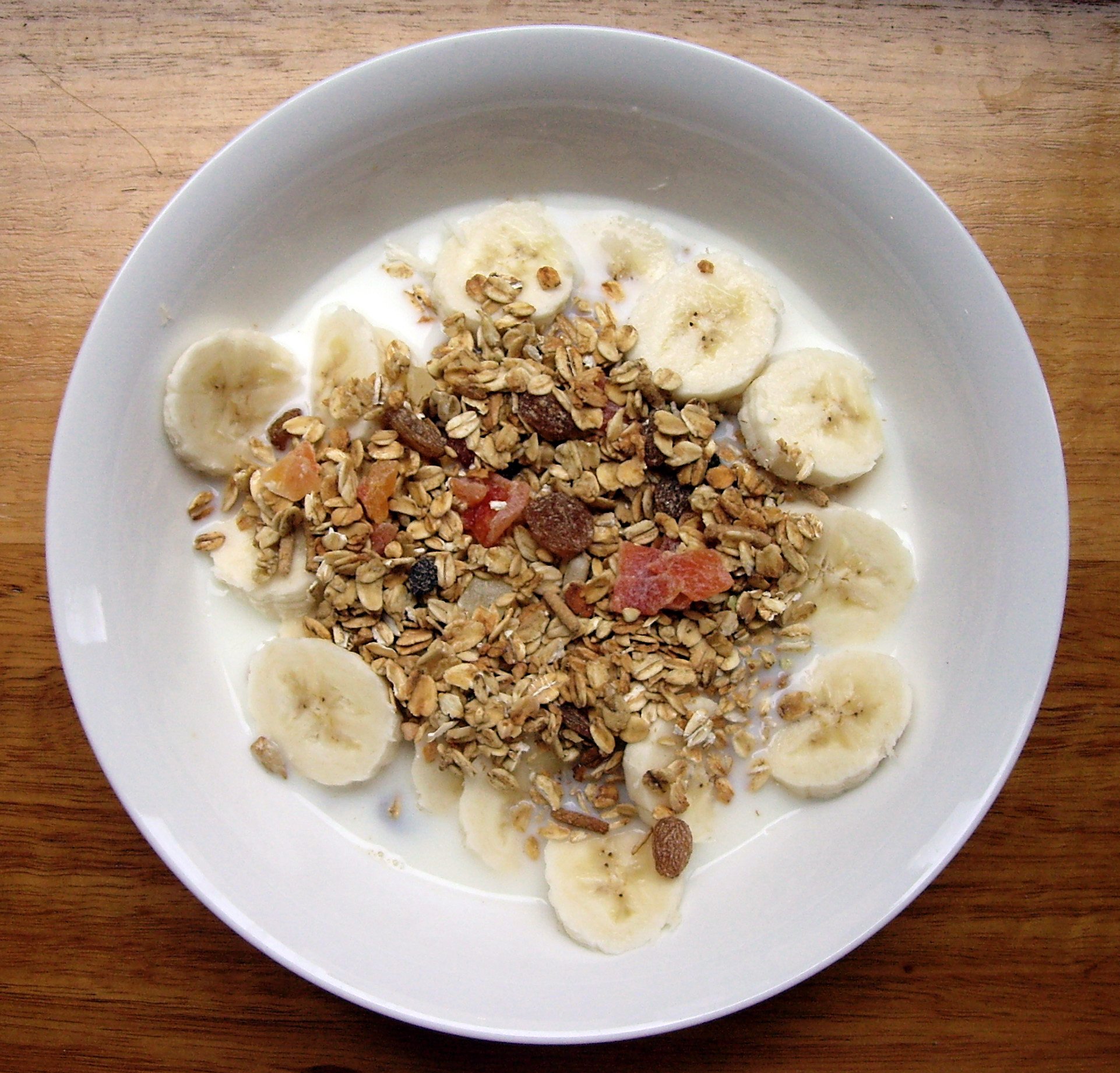
Müsli cu lapte și banane

Müsli (în Elveția Müesli [ˈmyəz̥li], Birchermüesli sau Birchermus, Müesli drept diminutiv în germana din Elveția Mues, în limba oficială Mus: piure, terci) este o compoziție din fulgi de ovăz sau fulgi de alte cereale, măr răzuit sau alte fructe proaspete de sezon, suc de lămâie, lapte sau apă si alune sau nuci care se mănâncă de cele mai multe ori la micul dejun. Se folosește în produse de patiserie/cofetărie, etc.
A fost inventată în jurul anului 1900 de doctorul elvețian Maximilian Bircher-Benner pentru pacienții din spitalul acestuia.

## deFrischkorngericht / Frischkornbrei (mâncare/terci din cereale proaspete)
Dr. Max Otto Bruker descrie, în felul următor, rețeta lui : 
- se macină proaspăt 50g (3 linguri) de cerealele cât mai mare
- se adaugă apă proaspătă rece de la robinet (tabela Kollath) cât cuprinde
- se lasă la înmuiat timp de 5-12 ore

Acest terci fermentat se amestecă pe urmă cu 
- 1-2 linguri de suc de lămâie proaspăt presat
- 10g nuci
- 1 lingură crème fraîche de 30-40% :
- 1 măr ras cu tot cu coajă
- alte fructe de sezon